# Dietmar Woidke
Dietmar Woidke  est un homme politique allemand né le 22 octobre 1961 à Forst (Allemagne de l'Est), membre du Parti social-démocrate d'Allemagne (SPD). Il est ministre-président de Brandebourg depuis 2013.
Chercheur en physiologie, il est élu député au Landtag de Brandebourg en 1994. Dix ans plus tard, il entre dans le gouvernement de grande coalition de Matthias Platzeck comme ministre de l'Agriculture et de l'Environnement. Après les élections régionales de 2009, qui conduisent à la formation d'une coalition rouge-rouge, il est élu président du groupe parlementaire SPD.
Il est rappelé au gouvernement au bout d'un an et devient ministre de l'Intérieur. Lorsque Plattzeck décide de passer la main en 2013, il est choisi pour lui succéder comme président régional du SPD et ministre-président du Land. Il est reconduit, avec une majorité amoindrie, aux élections de 2014. À la suite des élections de 2019, il doit changer de partenaires et s'allie avec la CDU et les Grünen.

## Biographie

### Formation
Il obtient son Abitur en 1982, puis suit pendant cinq ans des études supérieures d'agriculture, d'élevage et de physiologie nutritionnelle à l'université Humboldt de Berlin, à l'issue desquelles il reçoit son diplôme d'ingénieur agronome.

### Carrière professionnelle
Il commence aussitôt à travailler comme associé de recherche à l'institut de physiologie nutritionnelle de son université. En 1990, il est recruté par la société Sano-Mineralfutter GmbH pour occuper le poste de directeur du département de recherche.
Devenu directeur du bureau de l'Environnement et de l'Agriculture de l'arrondissement de Spree-Neisse en 1992, il passe son doctorat avec succès en 1993 et renonce un an après à sa vie professionnelle.

### Les débuts en politique
Ayant adhéré au SPD en 1993, il est élu député au Landtag de Brandebourg aux élections régionales de l'année suivante. À l'occasion des élections locales de 1998, il devient simultanément conseiller municipal de Forst, pour cinq ans, et député à l'assemblée de l'arrondissement de Spree-Neisse.

### Un cadre régional du SPD
À la suite des élections de 2004, la coalition avec l'Union chrétienne-démocrate d'Allemagne (CDU), au pouvoir depuis cinq ans, est reconduite. Dietmar Woidke est alors choisi par son parti comme ministre du Développement rural, de l'Environnement et de la Protection des consommateurs dans le deuxième gouvernement du social-démocrate Matthias Platzeck. Il démissionne alors de son mandat de député local.
Réélu conseiller municipal et député d'arrondissement en 2008, il est porté à la présidence du groupe parlementaire du SPD au Landtag après les élections de septembre 2009, alors que Platzeck remplace la CDU par le parti de gauche Die Linke comme partenaire de coalition.
Le 6 octobre 2010, il est choisi comme successeur du ministre régional de l'Intérieur, Rainer Speer, et fait son retour au gouvernement du Land.

### Ministre-président du Brandebourg
Platzeck annonce, en juillet 2013, qu'il compte démissionner, après onze ans passés au pouvoir, pour raisons de santé. Le Parti social-démocrate désigne alors Dietmar Woidke comme son successeur. Élu président régional du parti le 26 août, il est investi ministre-président du Land deux jours plus tard, par 59 voix sur 87, soit deux voix de plus que le total de la coalition rouge-rouge au pouvoir. Dans le gouvernement qu'il forme aussitôt, il nomme Ralf Holzschuher ministre de l'Intérieur et maintient tous les autres ministres du cabinet sortant.
Lors des élections régionales du 14 septembre 2014, il maintient les sociaux-démocrates comme première force politique du Land, totalisant 31,9 % des suffrages exprimés et 30 députés sur 88 au Landtag dans un contexte de faible participation. Bien que son allié ait perdu 9 sièges et se retrouve à la troisième place, sa majorité est reconduite avec 47 parlementaires. Il décide en conséquence de la reconduire et se fait investir pour un nouveau mandat le 5 novembre suivant.
Il remporte à nouveau la majorité relative aux élections régionales du 1er septembre 2019 avec seulement 26,2 % des voix, devançant de trois points l'Alternative pour l'Allemagne (AfD). Cependant, son alliance avec Die Linke n'est plus majoritaire. Près de huit semaines après le scrutin, il annonce le 24 octobre avoir conclu un accord de gouvernement avec la CDU et les Grünen pour former une « coalition kényane ». Le 20 novembre suivant, il est réélu ministre-président par 47 voix contre 37 et trois abstentions.
Lors des élections régionales du 1er septembre 2024, il devance de nouveau l'AfD mais les mauvais résultats de la CDU et des Grünen ne permettent pas de renouveler la coalition kényane. Il conclut le 27 novembre suivant un accord de coalition dite rouge-violette avec l'Alliance Sahra Wagenknecht (BSW) puis ratifié le 6 décembre par le SPD et la BSW qui lui permet d'être réélu le 11 décembre par le Landtag par 50 voix au second tour, soit quatre voix de plus que le total des groupes du SPD et de la BSW.